# Центральна міська бібліотека для дітей (Ромни)
Центральна міська бібліотека для дітей (ЦМБД) - головна дитяча книгозбірня; методичний, довідково-бібліографічний, інформаційний і консультаційний центр для філіалів та шкільних бібліотек міста Ромни, пріоритетним завданням якої є виховання творчого та ерудованого підростаючого покоління.
Адреса: м. Ромни, вул. Аптекарська, 1.

## Історична довідка
13 серпня 1948 року була відкрита дитяча бібліотека.

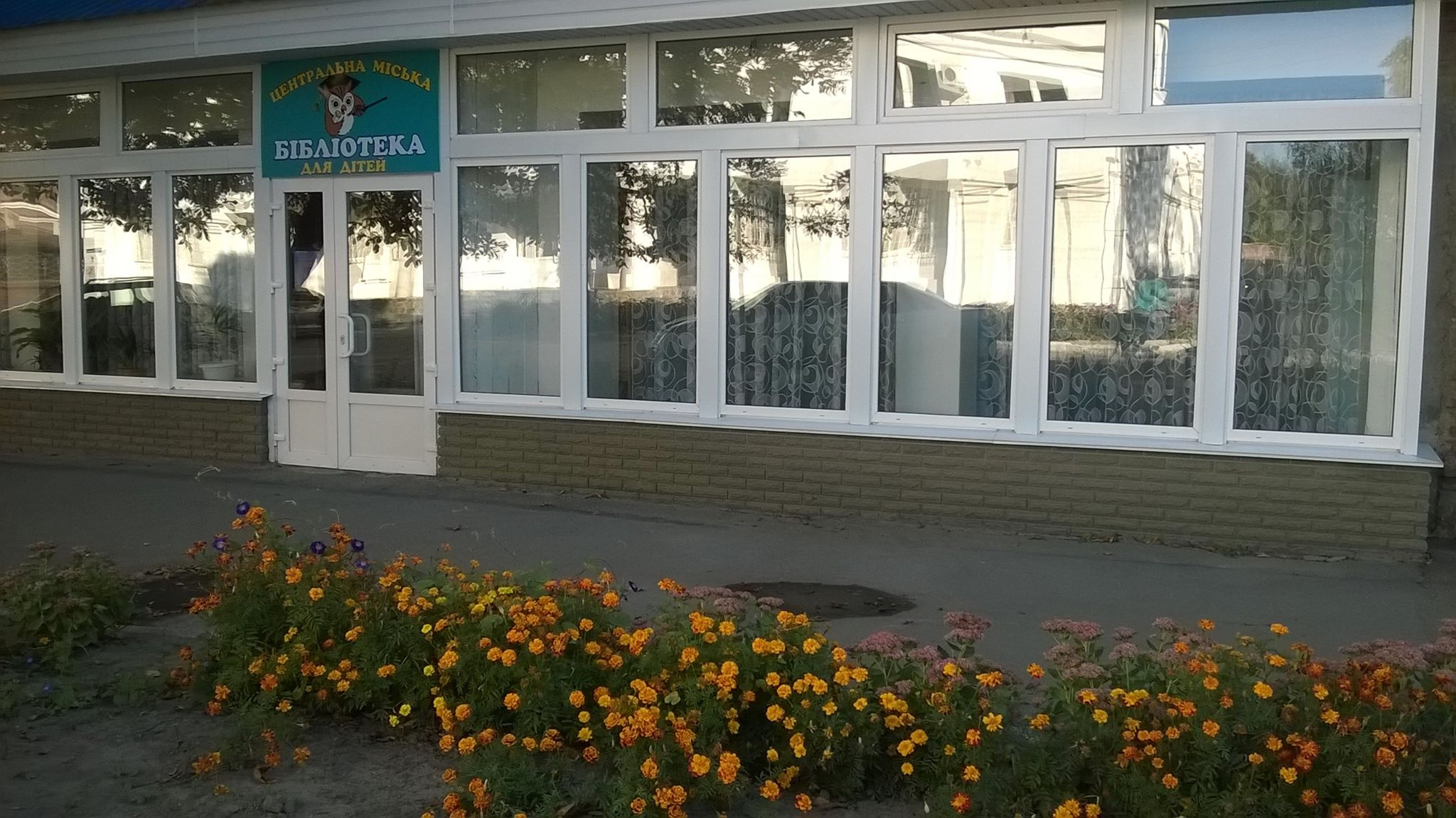
Роменська центральна міська бібліотека для дітей

1949 рік - книгозбірня мала одну кімнату, одного працівника, книжковий фонд нараховував 1701 примірник, обслуговувала 989 читачів, отримувала 12 назв газет та 21 назву журналів.
В 1967 році дитяча бібліотека була переведена в нове приміщення площею близько 300кв.м. за адресою вул. Луценка, 4. В цьому приміщенні організовано два відділи обслуговування: молодшого і середнього шкільного віку. В кожному відділі є абонемент і читальний зал.
В 1995 році бібліотека перейшла в інше приміщення за адресою вул. Луценка, 1 площею 150 кв. м, що вдвічі менше за попереднє.
1997 року видано розпорядження «про ліквідацію ЦБС району, що функціонують на території міста».
18 червня 1997 року в м. Ромни створена міська централізована бібліотечна система.
В 2012 році ЦМБД виграла грант «Організація нових бібліотечних послуг з використанням вільного доступу до інтернету III в рамках програми «Бібліоміст» та отримала три комп’ютери та принтер.
23 жовтня 2012 року в Центральній міській бібліотеці для дітей відбулося відкриття «Інтернет-вітальні», яка надає можливість дітям безкоштовно користуватися мережею інтернету.

## Клуби за інтересами
Клуб любителів казок «Червона шапочка» було організовано на базі ЦМБД в 2007 році. Кожне засідання – це нова зустріч з казкою. Діти вчаться слухати казку, розуміти казкові події, ситуації, оцінювати поведінку героїв, співвідносити реальне і казкове, поважати добро і правду, боротися зі злом і кривдою. В роботі клубу використовуються різні інноваційні  форми роботи.
На базі ЦМБД працює гурток «Книжкова лікарня». Основним завданням всіх засідань є цінити і берегти книгу.